# Marcha triunfal
Marcha triunfal es un documental de guerra del año 1938 escrito y dirigido por Antonio de Obregón y Joaquín Goyanes.

## Sinopsis
Se trata de un documental de la Guerra civil española en el que se narran las conquistas del ejército del Bando sublevado en la zona que va desde Irún hasta Bilbao.